# Джина Валентіна
Джина Валентіна (англ. Gina Valentina, нар. 18 лютого 1997 року, Ріо-де-Жанейро, Бразилія) — бразильська порноакторка, яка проживає в США.

## Біографія
Народилася в лютому 1997 року в Ріо-де-Жанейро, Бразилія. Не так багато відомо про її життя до 2015 року, коли у 18 років почала зніматися в порнофільмах.
Знімалася для студій Kick Ass, Brazzers, Reality Junkies, New Sensations, Digital Sin, Lethal Hardcore, Evil Angel, Forbidden Fruits Films, Devil’s Film, Filly Films, Wicked, Bang Bros, 3rd Degree і Girlfriends Films.
У 2017 році була номінована на премії AVN і XBIZ у категорії «Найкраща нова акторка». Також була представлена на AVN ще в чотирьох номінаціях.
У серпні 2017 року була обрана Penthouse Pet журналом Penthouse.
Знялася у понад 300 фільмах.

## Нагороди та номінації
| Рік  | Церемонія         | Результат | Номінація                                          | Робота                   |
| ---- | ----------------- | --------- | -------------------------------------------------- | ------------------------ |
| 2017 | AVN Awards        | Номінація | Найкраща нова старлетка                            | Н/Д                      |
| 2017 | AVN Awards        | Номінація | Найкраща сцена лесбійського сексу                  | Lesbian Border Crossings |
| 2017 | AVN Awards        | Номінація | Найкраща сексуальна сцена для чоловік/жінка        | Teen Sex Dolls 2         |
| 2017 | AVN Awards        | Номінація | Найкраща сексуальна сцена у віртуальній реальності | Tailgate Tag Team        |
| 2017 | AVN Awards        | Номінація | Приз глядацьких симпатій: найгарячіший дебютант    | Н/Д                      |
| 2017 | XBIZ Award        | Номінація | Найкраща нова старлетка                            | Н/Д                      |
| 2018 | AVN Awards        | Номінація | Найкраща виконавиця року                           | Н/Д                      |
| 2018 | AVN Awards        | Номінація | Найкраща сцена лесбійського сексу                  | Lesbian Schoolgirls      |
| 2018 | AVN Awards        | Номінація | Найкраща групова лесбійська сцена                  | Villain                  |
| 2018 | AVN Awards        | Номінація | Найкраща сцена тріолізму Ж-Ч-Ж                     | Make It 3                |
| 2018 | AVN Awards        | Номінація | Найкраща сексуальна сцена у віртуальній реальності | Santa's Wankzshop        |
| 2018 | AVN Awards        | Номінація | Найкраща сцена орального сексу                     | Fill My Throat           |
| 2018 | AVN Awards        | Номінація | Приз глядацьких симпатій: улюблена акторка         | Н/Д                      |
| 2018 | Spank Bank Awards | Номінація | Best Swallower                                     | Н/Д                      |
| 2018 | Spank Bank Awards | Номінація | Blowbang / Bukkake Badass of the Year              | Н/Д                      |
| 2018 | Spank Bank Awards | Номінація | Facial Cum Target of the Year                      | Н/Д                      |
| 2018 | Spank Bank Awards | Номінація | Латиноамериканська старлетка року                  | Н/Д                      |
| 2018 | Spank Bank Awards | Номінація | Найталановитіший язик                              | Н/Д                      |
| 2018 | Spank Bank Awards | Номінація | Oral Authority of the Year                         | Н/Д                      |
| 2018 | Spank Bank Awards | Номінація | Pussy Phenomenon of the Year                       | Н/Д                      |
| 2018 | Spank Bank Awards | Номінація | VR Star of the Year                                | Н/Д                      |
| 2018 | XBIZ Award        | Номінація | Найкраща сексуальна сцена у фільмі гонзо           | Ripe 3                   |
| 2018 | XBIZ Award        | Номінація | Найкраща сексуальна сцена у табу-фільмі            | Stepdad Seduction 3      |

## Вибрана фільмографія
- 2015 : Little Princess
- 2015 : My First Training Bra
- 2016 : Pussy Eaters and Finger Bangers
- 2016 : Women Seeking Women 133
- 2017 : Women Seeking Women 140
- 2017 : Women Seeking Women 143
- 2018 : Strap-on Anal 2